# Texel Facula
Texel Facula est une zone brillante sur Titan, satellite naturel de Saturne.

## Caractéristiques
Texel Facula est centrée sur 11,5° de latitude sud et 182,6 de longitude ouest, et mesure 190 km dans sa plus grande dimension.

## Observation
Texel Facula a été découverte par les images transmises par la sonde Cassini.
Elle a reçu le nom de Texel, une île des Pays-Bas.